# شهرک برآفتاب شیرانی
شهرک برآفتاب شیرانی، روستایی از توابع بخش مرکزی شهرستان لردگان در استان چهارمحال و بختیاری ایران است.

## جمعیت
این روستا در دهستان میلاس قرار دارد و براساس سرشماری مرکز آمار ایران در سال ۱۳۸۵، جمعیت آن ۳٬۸۷۲ نفر (۷۱۳خانوار) بوده‌است.